# Salisbury City Football Club
Pour les articles homonymes, voir Salisbury.
Maillots
Dernière mise à jour : 19 juin 2013.
Le Salisbury City Football Club est un club de football anglais basé à Salisbury.

## Repères historiques
Le club est fondé en 1947, sous le nom de Salisbury Football Club, entrant dans la Ligue Western Football League, remportant la 2e division en sa première saison. Le club a quitté la Western Football League en 1968, après avoir remporté 2 fois le titre, en 1957-58 et en 1960-1961, pour être promu à la Southern Football League (Division 8). Le club n'y a pas eu beaucoup de succès qu'en 1986, quand le club a fini en 2e derrière Cambridge City - les deux clubs ont été promus à la Southern Football League Premier Division (Division 7). Salisbury est resté dans la Premier Division pour seulement une saison. En 1993, le club a adopté un nouveau nom, soit l'actuel Salisbury City Football Club, remportant pas mal de succès : le club a été repromu à la Première Division en 1994-95. Après des bouleversements dans l'échelle « Non-league football » (amateur), et d'autres promotions et relégations, le club a fini en première dans la Premier Division en 2006, puis a été promu en 2007, pour la première fois de son histoire, à la Conference National (Division 5). Dans la saison 2006-07, Salisbury City a réjouit de succès dans la Coupe d'Angleterre (FA Cup), arrivant à la 2e tour, avant que le club s'est imposé face à Nottingham Forest. Le match contre Nottingham Forest a été télévisé.
En 2014, le club est exclu de la National League et dissout dans la foulée à la suite d'un endettement excessif. Il est reformé pour la saison 2015-2016 sous le nom de Salisbury FC.

## Palmarès
- Conference South (vice-champion) : 2007
- Southern League Premier Division : 2006